# East York
East York è un census-designated place (CDP) degli Stati Uniti d'America situato nello stato della Pennsylvania, nella contea di York.

## Geografia
East York si trova all'interno di Springettsbury Township, appena ad est della città di York .